# 第716歩兵師団 (ドイツ国防軍)
第716歩兵師団（だい716ほへいしだんドイツ語: 716. Infanterie-Division）は、ドイツ陸軍の歩兵師団である。1941年に編成されフランスの沿岸防衛に固定師団として配置された。ノルマンディー上陸作戦において防衛戦を行い1944年月に南部へ撤退しその後、アルザス地方における戦闘に参加した。兵員の大半が「東方大隊（Ost-Bataillone）」の兵士で構成されており、また、重火器を欠いた師団となっていた。

## 概要
師団は1941年5月2日、第6軍管区 (Wehrkreis VI)の第15波の師団として設立された。編成の完了後フランスに移送され、1941年夏に沿岸防衛部隊として駐屯する。師団の守備範囲はシェルブールの南、北はシュルタンヴィルから南はポントルソンまでに渡り、師団本部はクタンスにあった。

## 戦闘

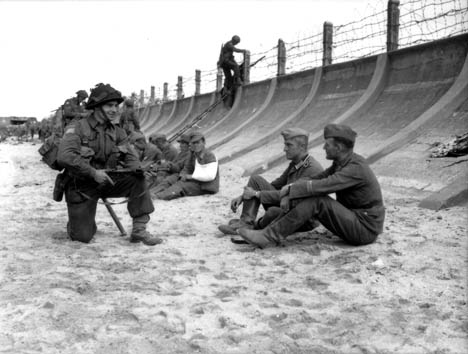
ノルマンディー沿岸での戦闘後、英軍の捕虜となった師団の兵士(1944年)

1944年6月6日の連合軍によるノルマンディー上陸作戦時に師団はカーンに駐屯していた部隊を整えカーン北部の陣地を防衛した。この付近はイギリス軍の上陸地点であるジュノー(Juno)とソード(Sword)が存在していた。6月6日の昼過ぎまで英軍の部隊は幅約25km、奥行き約3kmの連続した橋頭堡を確保し、その後の戦闘で師団は壊滅した。
師団の残余は再編のため南フランスに移送され6月22日、師団はルマンの北西35kmに配置されていた。
7月10日まで、師団はスペイン国境からルカートの南方約5kmまでの沿岸部を占領していた。8月15日、連合軍が南フランスに上陸した後、8月17日にG軍集団司令部より戦闘命令が下された。その後北東への退却の間に、再び師団は壊滅し9月13日、ポート・シュル・サロン近郊に撤退した。
10月1日までに、師団の残余は第19軍と共にル・ソリーの西の地域に到達し北部において第16国民擲弾兵師団と共同で激しい防御戦を展開した。
11月1日、師団はの北東に移動し11月3日、D軍集団の作戦地域から「ヴァルキューレ」部隊 (Walküre)と要塞部隊 (Festungstruppen)が師団に編入された。

## 作戦地域
| 年     | 月日 | 軍団 (Armee-Korps)                           | 軍 (Armee)          | 軍集団 (Heeresgruppe)      | 師団本部                   |
| ------ | ---- | -------------------------------------------- | ------------------- | -------------------------- | -------------------------- |
| 1941年 | 5月  | ―                                            | ―                   | ―                          | 第6軍管区 （Wehrkreis VI） |
| 1941年 | 6月  | 第XXXII軍団 （XXXII.Armeekorps）             | 第15軍 （15.Armee） | B軍集団 （Heeresgruppe B） | ルーアン                   |
| 1941年 | 7月  | 第LX高級司令部 （Höh.Kdo.LX）                | 第15軍 （15.Armee） | B軍集団 （Heeresgruppe B） | ノルマンディー             |
| 1942年 | 1月  | 第XXXII軍団 （XXXII.Armeekorps）             | 第15軍 （15.Armee） | B軍集団 （Heeresgruppe B） | ソワソン                   |
| 1942年 | 2月  | 第XXXXVII軍団 （XXXXVII.Armeekorps）         | 第15軍 （15.Armee） | B軍集団 （Heeresgruppe B） | ベルギー                   |
| 1942年 | 4月  | 第LX軍団 （LX.Armeekorps）                   | 第15軍 （15.Armee） | B軍集団 （Heeresgruppe B） | ベルギー                   |
| 1942年 | 6月  | 第LXXXIV軍団 （LXXXIV.Armeekorps）           | 第7軍 （7.Armee）   | B軍集団 （Heeresgruppe B） | カーン                     |
| 1943年 | 1月  | 第LXXXIV軍団 （LXXXIV.Armeekorps）           | 第7軍 （7.Armee）   | B軍集団 （Heeresgruppe B） | カーン                     |
| 1944年 | 1月  | 第LXXXIV軍団 （LXXXIV.Armeekorps）           | 第7軍 （7.Armee）   | B軍集団 （Heeresgruppe B） | カーン                     |
| 1944年 | 5月  | 第LXXXIV軍団 （LXXXIV.Armeekorps）           | 第7軍 （7.Armee）   | B軍集団 （Heeresgruppe B） | カーン                     |
| 1944年 | 6月  | 第ISS装甲軍団 （I.SS-Panzerkorps）           | 第7軍 （7.Armee）   | B軍集団 （Heeresgruppe B） | ノルマンディー             |
| 1944年 | 7月  | 自由使用 （zur Verfügung）                   | 第7軍 （7.Armee）   | B軍集団 （Heeresgruppe B） | ノルマンディー             |
| 1944年 | 8月  | 第IV空軍野戦軍団 （IV.Luftwaffen-Feldkorps） | 第19軍 （19.Armee） | G軍集団 （Heeresgruppe G） | 南フランス                 |
| 1944年 | 9月  | 第LXIV軍団 （LXIV.Armeekorps）               | 第19軍 （19.Armee） | G軍集団 （Heeresgruppe G） | アルザス                   |
| 1945年 | 1月  | 第LXIV軍団 （LXIV.Armeekorps）               | 第19軍 （19.Armee） | G軍集団 （Heeresgruppe G） | アルザス                   |
| 1945年 | 4月  | 西方軍集団 （Heeresgruppe West）             | 第19軍 （19.Armee） | G軍集団 （Heeresgruppe G） | シュヴァーベン             |

## 戦闘序列
(1941年)
- 第726歩兵連隊 (Infanterie-Regiment 726)
- 第736歩兵連隊 (Infanterie-Regiment 736)
- 第656砲兵連隊 (Artillerie-Abteilung 656)

(1945年)
- 第706擲弾兵連隊 (Grenadier-Regiment 706)
- 第726擲弾兵連隊 (Grenadier-Regiment 726)
- 第736擲弾兵連隊 (Grenadier-Regiment 736)
- 第1716師団属偵察中隊 (Divisions-Füsilier-Kompanie 1716)
- 第716砲兵連隊 (Artillerie-Regiment 716)
- 第716工兵大隊 (Pionier-Bataillon 716)